# Заозерненська сільська рада (Каховський район)
Заозе́рненська сільська́ ра́да — колишня адміністративно-територіальна одиниця та орган місцевого самоврядування в Каховському районі Херсонської області. Адміністративний центр — село Заозерне.

## Загальні відомості
Заозерненська сільська рада утворена в 1960 році.
- Територія ради: 63,096 км²
- Населення ради: 1 252 особи (станом на 2001 рік)
- Водоймища на території ради: Каховський магістральний канал ім. Леніна

## Населені пункти
Сільській раді були підпорядковані населені пункти:
- с. Заозерне
- с. Ольгівка